# کاکایی دلفین
کاکایی دلفین (نام علمی: Leucophaeus scoresbii) نام یک گونه از تیره کاکاییان است.